# Назаров, Сергей Валерьевич
Сергей Валерьевич Назаров (род. 1979) — российский самбист, бронзовый призёр чемпионата России по боевому самбо 2008 года, кандидат в мастера спорта России. Боец смешанных единоборств. По самбо выступал в лёгкой весовой категории (до 68 кг). По состоянию на 2014 год в смешанных единоборствах провёл три боя и все выиграл (один — техническим нокаутом и два — решением судей).

## Спортивные результаты

### Боевое самбо
- Чемпионат России по боевому самбо 2008 года — ;

### Смешанные боевые искусства
| Результат | Рекорд | Соперник            | Способ                      | Турнир                           | Дата                | Раунд | Время | Место                | Примечание |
| --------- | ------ | ------------------- | --------------------------- | -------------------------------- | ------------------- | ----- | ----- | -------------------- | ---------- |
| Победа    | 3-0    | Терлан Магомедов    | Раздельное решение          | Ural Fight League — Resurrection | 24 мая 2014 года    | 3     | 5:00  | Россия, Екатеринбург |            |
| Победа    | 2-0    | Марк Гомес          | Техническим нокаутом (удар) | OMMAF Scythian Gold 2013         | 29 июня 2013 года   | 3     | 0:33  | Россия, Оренбург     |            |
| Победа    | 1-0    | Андрей Крыжановский | Решением                    | RMAU — Battle of the Champions 3 | 5 октября 2008 года | 3     | 3:00  | Россия, Москва       |            |